# Nižné Šiprúňské sedlo
Nižné Šiprúňské sedlo (1325 m n. m.) je travnatá louka v centrální části Velké Fatry. Nachází se mezi dvěma bezejmennými vrcholy (1369 m n. m. a 1443 m n. m.) v blízkosti vrcholu Šiprúně. Přibližně 320 metrů severovýchodním směrem od sedla se nachází zdroj vody.

## Přístup
- po  značce 5600 z Ružomberku
- po  značce 5600 ze Smerkovice
- po  značce 0857 z Vyšného Šiprúňského sedla
- po  značce 0857 z Tlsté hory